# Nitrotolueno
O nitrotolueno,mononitrotolueno ou metilnitrobenzeno (MNT ou NT) é um derivado nitrato do tolueno (ou, alternativamente, um derivado metilado do nitrobenzeno). Sua fórmula química é C6H4(CH3)(NO2). É o similar para o tolueno do nitrobenzeno, derivado do benzeno. Apresenta três isômeros, o 2-Nitrotolueno, o 3-Nitrotolueno e o 4-Nitrotolueno, que divergem entre si na posição do grupo metila e do grupo nitro:
- orto-nitrotolueno (ONT), o-nitrotolueno, ou 2-nitrotolueno, Número CAS 88-72-2. É um líquido amarelo pálido com um odor sutil típico. É não-higroscópico e não-corrosivo. Seu ponto de fusão é de -9.3 °C e seu ponto de ebulição é  222 °C. É tóxico.
- meta-nitrotolueno (MNT), m-nitrotolueno, ou 3-nitrotolueno, Número CAS 99-08-1. É um líquido amarelo-esverdeado a amarelo com fraca fragrância. Seu ponto de fusão é de 16.1 °C e seu ponto de ebulição é ~230 °C.
- para-nitrotolueno (PNT), p-nitrotolueno, ou 4-nitrotolueno, Número CAS 99-99-0. É um material que forma cristais rômbicos amarelos pálidos. Seu ponto de fusão é de 51.7 °C e seu ponto de ebulição é 238.3 °C. É quase insolúvel em água.

| Nitrotolueno       |                                                   |                                        |                                        |
| Nome               | 2-Nitrotolueno                                    | 3-Nitrotolueno                         | 4-Nitrotolueno                         |
| Outros nomes       | o-Nitrotolueno, 2-Nitro-1-metilbenzeno, ONT, 2-NT | m-Nitrotolueno, 3-Nitro-1-metilbenzeno | p-Nitrotolueno, 4-Nitro-1-metilbenzeno |
| Fórmula estrutural |                                                   |                                        |                                        |
| Número CAS         | 88-72-2                                           | 99-08-1                                | 99-99-0                                |

## Usos
É um intermediário para a produção do dinitrotolueno e do TNT.
Outros usos típicos são a produção de pigmentos, antioxidantes, substâncias químicas para uso agrícola e para fotografia.
Orto-mononitrotolueno e para-mononitrotoluene podem se também usados como um "taggant" para detecção de explosivos.

## Obtenção
De maneira similar e pelos mesmos mecanismos que o nitrobenzeno:
{\displaystyle \mathrm {H_{2}SO_{4}+HNO_{3}\rightarrow HSO_{4}^{-}+H_{2}NO_{3}^{+}} }
{\displaystyle \mathrm {H_{2}NO_{3}^{+}\rightarrow H_{2}O+NO_{2}^{+}} }
{\displaystyle \mathrm {NO_{2}^{+}+C_{6}H_{6}-CH_{3}\rightarrow (CH_{3})-C_{6}H_{5}NO_{2}+H^{+}} }